# فورچون فیمستر
فورچون فیمستر (انگلیسی: Fortune Feimster؛ ‏‎/ˈfiːmstər/‎؛ ‏ زادهٔ ۱ ژوئیهٔ ۱۹۸۰) بازیگر و صداپیشه اهل ایالات متحده آمریکا است.
از فیلم‌ها یا برنامه‌های تلویزیونی که وی در آن نقش داشته‌است، می‌توان به زندگی مخفی چوبک‌ها، قتل در ساعات خوش، دعوای دخترانه، روح، بارب و استار به ویستا دل‌مار می‌روند، دو دختر ورشکسته، گلی، سیمپسون‌ها، زدی به هدف!، فوبار، مهمانی کریسمس اداره، جانوران اجتماعی، روز بله‌گویی، جابجایی اعضای خانواده، دوستی و جذابیت جنسی اشاره کرد.